# NGC 1797
NGC 1797 é uma galáxia espiral (Sa) localizada na direcção da constelação de Eridanus. Possui uma declinação de -08° 01' 08" e uma ascensão recta de 5 horas, 07 minutos e 44,9 segundos.
A galáxia NGC 1797 foi descoberta em 13 de Fevereiro de 1887 por Lewis A. Swift.